# Arrondissement di La Châtre
L'arrondissement di La Châtre è una suddivisione amministrativa francese, situata nel dipartimento dell'Indre e nella regione del Centro-Valle della Loira.

## Composizione
L'arrondissement di La Châtre raggruppa 58 comuni in 5 cantoni:
- cantone di Aigurande
- cantone di La Châtre
- cantone di Éguzon-Chantôme
- cantone di Neuvy-Saint-Sépulchre
- cantone di Sainte-Sévère-sur-Indre